# Paradów
Paradów ist ein Dorf der Gemeinde Pogorzela im Powiat Gostyński in der Woiwodschaft Großpolen im westlichen Zentral-Polen. Der Ort befindet sich etwa 5 km südöstlich von Pogorzela, 25 km südöstlich von Gostyń und 75 km südlich der Wojewodschaftshauptstadt Posen (Poznań).

## Geschichte
Der Ort gehörte nach der Zweiten Teilung Polens 1793 zum Kreis Krotoschin und ab 1887 mit der Umbildung der Kreise zum Kreis Koschmin. Im Jahr 1910 hatte der Ort 127 Einwohner.
In den Jahren 1975 bis 1998 gehörte der Ort zur Wojewodschaft Leszno.